# Oberthal BE
| BE ist das Kürzel für den Kanton Bern in der Schweiz. Es wird verwendet, um Verwechslungen mit anderen Einträgen des Namens Oberthal zu vermeiden. |

Oberthal ist eine politische Gemeinde im Verwaltungskreis Bern-Mittelland des Kantons Bern in der Schweiz.

## Geographie

Luftbild (1952)

Oberthal liegt im Emmental im östlichen Teil des Amtes Konolfingen, durchschnittlich 900 m ü. M. und ist eine vorwiegend landwirtschaftlich orientierte Gemeinde mit Einzelhofsystem (also ohne Dorfkern). Sie ist ein beliebtes Ausflugs- und Wandergebiet der Agglomeration Bern.
Die Hauptzufahrt erfolgt seit 1871 von Zäziwil aus. Weitere Zufahrtsmöglichkeiten bestehen von Signau, Arni und Grosshöchstetten. Das Gemeindegebiet umfasst 1054 ha, wovon 294 ha Wald (= 28 %, welcher sich grösstenteils im Privatbesitz befindet). Oberthal ist flächenmässig die siebtgrösste Gemeinde im Amt Konolfingen.

## Bevölkerung
| Jahr      | 1764 | 1850 | 1900 | 1950 | 2000 | 2005 | 2010 | 2015 | 2020 | 2022 |
| Einwohner | 595  | 1089 | 866  | 880  | 800  | 818  | 807  | 762  | 747  | 727  |

## Politik
Bei den Nationalratswahlen 2023 betrugen die Wähleranteile in Oberthal (in Klammern die Veränderung im Vergleich zu den Wahlen 2019 in Prozentpunkten): SVP 58,31 % (+12,04), Mitte 8,87 % (−3,64), glp 6,97 % (−2,13), SP 6,91 % (+0,96), EVP 5,51 % (+0,80), Grüne 3,67 % (−3,54), EDU 3,64 % (−1,02), FDP 2,43 % (−1,41), Weitere 3,68 % (−2,05).

## Bildung
Seit 1684 besteht die Schule Oberthal. 1932 wurde «Der Möschberg» als «Bauernheimat- und Hausmutterschule» errichtet und von Hans Müller und seiner Frau Maria Müller-Bigler geleitet. In den 1990er Jahren wurde das Haus vom Bioforum Schweiz zu einer modernen Bildungsstätte umgebaut und wird als unabhängiges Seminarhotel betrieben.

## Wappen
Blasonierung
In Silber über einem grünen Dreiberg sieben (3, 4) rote, fünfstrahlige Sterne.
Die sieben Sterne geben die Vielzahl von Örtlichkeiten an; der Dreiberg stellt drei Hügelzüge und die zwei dazwischen liegenden Täler dar. Das Wappen wurde 1931 geschaffen.

## Sehenswürdigkeiten
Die Blasenfluh ist mit 1118 m ü. M. der höchste Aussichtspunkt Oberthals. Bis vor einigen Jahren fand jeweils eine «Blasenfluh-Chilbi» statt. Im Ersten Weltkrieg erfolgte Bau eines hölzernen Beobachtungs- und Aussichtsturmes, welcher später wieder abgerissen wurde. Der Sockel ist noch vorhanden. Die Möglichkeit eines Wiederaufbaus des Blasenfluhturmes wird gegenwärtig abgeklärt.
Der Lychleu-Stein, eine 1,6 m hohe Granitsäule, liegt am Rand der Strasse nach Grosshöchstetten. Seine Bedeutung wird verschieden ausgelegt (Findling, Grenzstein der ehemaligen Gerichte Bern und Signau, Sage von Scheintoten). Nach Brauch hielten hier die vorüberziehenden Leichenzüge zu einem Gebet. Heute hat der Stein aber durch das Verschwinden der Leichenzüge an Bedeutung verloren.

## Persönlichkeiten
- Rudolf Luginbühl (1854–1912), Professor für Schweizergeschichte an der Universität Basel
- Karl Tellenbach (Dällebach Kari, 1877–1931), Berner Stadtoriginal
- Fritz Schwarz (1887–1958), Grossrat und Lebensreformer
- Bernhard Luginbühl (1929–2011), Eisenplastiker
- Klauspeter Blaser (1939–2002), reformierter Theologe